# Agios Georgios (Girne)
Agios Georgios (in greco Άγιος Γεώργιος?; in turco Karaoğlanoğlu) è un villaggio di Cipro situato a ovest della città di Kyrenia.  Era un villaggio greco cipriota fino al 1974. È sotto il controllo de facto di Cipro del Nord, dove appartiene al distretto di Girne, mentre de iure appartiene al distretto di Kyrenia della Repubblica di Cipro. Il villaggio prima del 1974 aveva una popolazione prevalentemente greco-cipriota.
Nel 2011 Agios Georgios aveva 3 745 abitanti.

## Geografia fisica
Esso è situato 5 chilometri ad ovest della città di Kyrenia sulla costa settentrionale di Cipro.

## Origini del nome
In greco Agios Georgios significa "San Giorgio". Prima del 1974, questo villaggio era abitato esclusivamente da greco-ciprioti. Nel 1975 i turco-ciprioti cambiarono il suo nome in Karaoğlanoğlu, dal nome di un ufficiale turco che fu ucciso durante lo sbarco dell'esercito turco nel 1974 su una spiaggia adiacente chiamata "Five Mile beach". È un villaggio relativamente moderno, fondato poco prima dell'arrivo degli inglesi a Cipro.

## Società

### Evoluzione demografica
Nel censimento britannico del 1891, i cristiani costituivano gli unici abitanti di questo insediamento. Durante la prima metà del 20º secolo non c'erano musulmani che vivevano nel villaggio. La probabile ragione dell'improvvisa comparsa di 203 turco-ciprioti nel censimento del 1960 fu lo spostamento del confine del villaggio per includere alcuni dei turco-ciprioti del villaggio di Templos/Zeytinlik che vivevano nelle vicinanze di Agios Georgios. La popolazione greco-cipriota mostra un aumento enorme durante il periodo britannico, passando da 17 abitanti nel 1891 a 821 nel 1960. Durante gli anni '60, il villaggio fu anche molto popolare tra i pensionati britannici che acquistarono proprietà e vi si stabilirono.
Tutti gli abitanti di Agios Georgios furono sfollati nel 1974, fuggendo in luglio dall'esercito turco che avanzava verso la parte meridionale dell'isola. Attualmente, come il resto dei rifugiati greco-ciprioti, i greco-ciprioti di Agios Georgios sono sparsi nel sud dell'isola, soprattutto a Nicosia e Limassol. La popolazione sfollata di Agios Georgios può essere stimata in circa 940 abitanti, dato che la sua popolazione greco-cipriota era di 931 abitanti nel 1973. Molti dei pensionati britannici che vivevano nel villaggio prima del 1974 mantennero le loro case. Goodwin afferma che nel 1979 c'erano ancora 24 di queste famiglie britanniche nel villaggio.
Nel 1975, il villaggio fu utilizzato per l'insediamento di sfollati turco-ciprioti provenienti dalla parte meridionale della linea verde. Venivano principalmente dalla città di Limassol, e principalmente dai quartieri di Arnavut e Agios Andonis della città. Anche un piccolo numero di turco-ciprioti sfollati dai villaggi di Paphos si stabilì nel villaggio dopo il 1975 (per esempio, Agios Georgios, Kourtaka/Kurtağa, Geroskipou/Yeroşibu e Galataria/Yoğurtçular). Dal 1985, molti cittadini europei e ricchi turco-ciprioti provenienti da altre parti del nord dell'isola (compresi i rimpatriati dall'estero) hanno acquistato proprietà, costruito case e si sono stabiliti qui. Il censimento del 2006 stimava la popolazione di questo nuovo sobborgo di Kyrenia a 2 610 persone.